# Botwnnog
Botwnnog è un centro abitato del Galles, situato nella contea del Gwynedd.